# Invenção do Mar
Invenção do Mar é um livro de 1997 do poeta cearense Gerardo Mello Mourão, publicado pela Editora Record. A obra é uma epopeia que narra o descobrimento do Brasil e os primeiros momentos da colonização portuguesa, escrita a partir de crônicas da época. O livro foi amplamente elogiado pela crítica especializada, ganhando o Prêmio Jabuti de Literatura.